# Pasarkemis
Pasarkemis est une subdivision administrative indonésienne située à l'extrémité occidentale de l’île de Java dans la province de Banten. En 2019, sa population compte 362 258 habitants.

## Géographie
Pasarkemis est un district administratif de la régence de Tangerang, dans la province de Banten, sur l'île de Java, en Indonésie. Il couvre une superficie de 30,75 km2. Son chef-lieu est Sukamantri.

## Démographie
Pasarkemis comptait 238 377 habitants lors du recensement de 2010 , 273 659 lors du recensement de 2020 . L'estimation officielle à la mi-2023 était de 255 345 habitants, dont 129 411 hommes et 125 934 femmes.

## Communautés
Le district de Pasarkemis est subdivisé en quatre villes urbaines ou kelurahan (Sindangsari, Kuta Baru, Kuta Jaya et Kutabumi) et cinq villages ruraux (desa - Pasar Kemis, Sukamantri. Gelam Jaya, Pangadegan et Suka Asih), tous partageant le même code postal de 15560.
Ceux-ci sont répertoriés ci-dessous avec leurs superficies et leurs populations officiellement estimées à la mi-2023.
| Kode Wilayah  | Nom du kelurahan ou desa | Surface en km2 | Population mi- 2023 estimation |
| ------------- | ------------------------ | -------------- | ------------------------------ |
| 36.03.12.2001 | Pasarkemis               | 1.69           | 20,507                         |
| 36.03.12.1005 | Sindang Sari             | 4.65           | 35,027                         |
| 36.03.12.2008 | Sukamantri               | 5.55           | 31,505                         |
| 36.03.12.1010 | Kutabumi                 | 3.31           | 42,100                         |
| 36.03.12.2011 | Pangadegan               | 5.15           | 15,214                         |
| 36.03.12.1012 | Kuta Jaya                | 1.23           | 30,479                         |
| 36.03.12.2013 | Gelam Jaya               | 2.96           | 36,749                         |
| 36.03.12.1014 | Kuta Baru                | 3.82           | 29,633                         |
| 36.03.12.2015 | Suka Asih                | 2.39           | 14,131                         |
| 36.03.12      | Total                    | 30.75          | 255,345                        |